# Лужани (Градишка)
Лужани су насељено мјесто на подручју града Градишка, Република Српска, БиХ. Према попису становништва из 1991. у насељу је живјело 275 становника.

## Становништво
Према попису становништва из 1991. године, мјесто је имало 275 становника.
| Демографија | Демографија | Демографија |
| Година      | Становника  | Становника  |
| ----------- | ----------- | ----------- |
| 1961.       | 333         |             |
| 1971.       | 315         |             |
| 1981.       | 303         |             |
| 1991.       | 275         |             |